# حشره‌خوار اسمیت
 حشره‌خوار اسمیت (نام علمی: Chodsigoa smithii) نام یک گونه از زیرخانواده حشره‌خوارهای دندان‌سرخ است.